# Sarcodon laevigatum
Sarcodon laevigatum (Swartz) P. Karst. (1881)

## Descrizione della specie
Cappello 
5–18 cm, allo sviluppo del fungo si trova già aperto da minuscolo, poi con la crescita prende la lunghezza; cuticola color violaceo-verdognolo oppure marrone-verdognolo, lucida, a volte untuosa, più chiara al mergine.
 Aculei 
fragili, prima biancastri, poi scuriscono.
 Gambo 
4-6 x 2–3 cm, bianco, grigio cenere, cilindrico irregolare, spesso eccentrico e cavo.
 Carne 
biancastra, lievemente virante al lilla, fibrosa, fragile.
- Odore: trascurabile, vagamente di cicoria.
- Sapore: molto amaro.

## Spore
Brune in massa, angolose, 6-7 x 4-5 µm.

## Habitat
Fruttifica in estate-autunno, nei boschi di latifoglie e conifere.

## Commestibilità
Immangiabile per il sapore amaro

## Nomi comuni
- Mussu i' boi (Calabria).